# Isotoma caerulea
Isotoma caerulea är en urinsektsart som beskrevs av Bourlet 1839. Isotoma caerulea ingår i släktet Isotoma, och familjen Isotomidae. Arten är reproducerande i Sverige.